# Градец (Крива Паланка)
Градец (мкд. Градец) је насеље у Северној Македонији, у североисточном делу државе. Градец је у оквиру општине Крива Паланка.

## Географија
Градец је смештен у североисточном делу Северне Македоније. Од најближег већег града, Куманова, село је удаљено 65 km источно.
Село Градец се налази у историјској области Славиште. Насеље је положено високо, на јужним падинама планине Билина, на око 780 метара надморске висине.
Месна клима је планинска због знатне надморске висине.

## Становништво
Градец је према последњем попису из 2002. године имао 318 становника. Од тога огромну већину чине етнички Македонци (100%).
Претежна вероисповест месног становништва је православље.